# Mathilde Collin
Mathilde Collin, née le 20 avril 1989, est une cheffe d'entreprise française, patronne de la société californienne Front qu'elle crée en 2013, devenue une licorne en 2022.

## Biographie

### Famille et formation
Mathilde Marie Anne-Sophie Collin naît le 20 avril 1989 en France. Son père est ingénieur, sa mère assistante de direction ; ses grands-parents sont agriculteurs d’un côté et maçons de l'autre,.
Après une classe préparatoire au lycée privé Notre-Dame-du-Grandchamp à Versailles, elle est admise dans toutes les écoles où elle candidatait. Elle choisit HEC Paris, majeure entrepreneur. Au cours d'une année de césure, elle découvre la startup Shopcade (en) où l'ambiance lui plaît beaucoup et la direction financière de Bouygues où elle ne se plaît pas,.
Elle épouse un écrivain de fiction, elle est mère de deux enfants, le second né en janvier 2023,,.
Elle joue au tennis et au football, et pratique l’escalade et le vélo.

### Carrière professionnelle
À sa sortie de HEC en 2012, elle travaille pendant 9 mois chez Concord, une startup en gestion de contrats.
En 2013, avec le soutien financier et les conseils de l'entrepreneur Thibaud Elzière, elle crée Front à Paris avec Laurent Perrin, qui s'occupe de la technologie. Front commercialise en SaaS un logiciel qui réunit dans un seul dossier tous les messages émis/reçus d'un correspondant, quel que soit le mode de transmission (email, SMS, WhatsApp, etc.). Le produit s'interface avec différents outils de messagerie tels que Slack, Asana ou Salesforce. La patronne le présente d'abord comme un nouveau logiciel d'email, puis plus tard comme « une plateforme de communication avec le client »,.
La société a cinq employés lorsque Mathilde Collin décide de la relocaliser à San Francisco pour profiter du Y Combinator. À la suite d'une levée de fonds en série D en 2022, elle est valorisée 1,7 milliard de dollars,, ce qui lui donne le statut de licorne.
Elle cherche à obtenir une bonne ambiance de travail dans sa société, qui est classée par Fortune 13e meilleur endroit où travailler dans une entreprise de taille moyenne en 2022. À ce sujet, elle dit même que la recherche du bonheur des employés l'a motivée à créer une société.
Elle participe au financement d'autres startups, parmi lesquelles Loom, Inc. (en) en 2020.